# Jodina rhombifolia
Jodina rhombifolia är en sandelträdsväxtart som beskrevs av Hook. & Arn. och Reissek. Jodina rhombifolia ingår i släktet Jodina och familjen sandelträdsväxter. Inga underarter finns listade i Catalogue of Life.